# Viaducte de Vallcarca
El Viaducte de Vallcarca és un pont situat al barri del mateix nom de Barcelona, catalogat com a bé amb elements d'interès (categoria C).

## Història i descripció

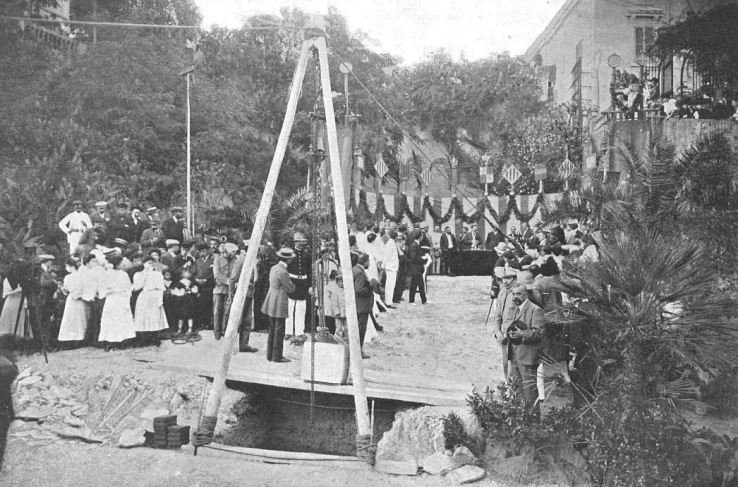
Col·locació de la primera pedra el 1908

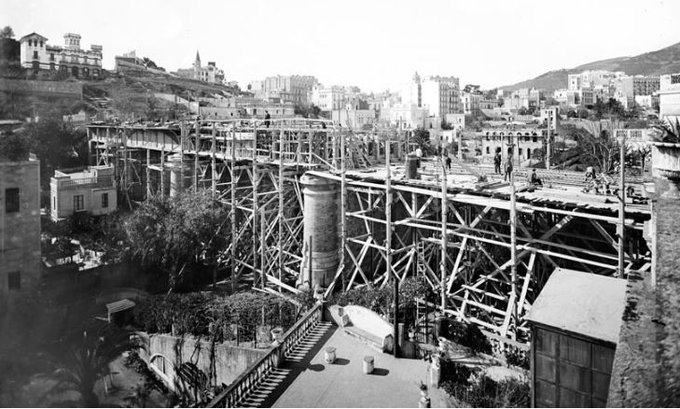
Construcció del viaducte el 1923

És un pont amb tauler de llosa que salva el desnivell de l'antiga riera de Vallcarca (actualment avinguda), que passava entre els turons del Coll i del Putxet. Inaugurat el 3 de març del 1923, és la principal via d'accés al barri del Coll per la plaça de Mons i l'avinguda de la República Argentina, tant per al trànsit rodat com per a vianants.
Segons el projecte de Miquel Pascual, havia de fer-se de ferro, però el 1917, moment en el qual les obres encara estaven en una fase inicial, els arquitectes Lluís Homs i Eduard Ferrés van canviar-lo pel formigó armat, tècnica que estava començant a utilitzar-se de feia poc a Catalunya.
Per a l'època era una obra d'enginyeria bastant avançada, ja que l'estructura es va fer de formigó armat amb ferro, tècnica que permetia poder fornamentar una obra de complexitat a les lleres d'una riera. Els elements de suport estan recoberts de pedra i maó vist formant uns balcons semicirculars a la part superior, a manera de mirador. A l'espai entre els murs mitgers hi ha decoracions en relleu que representen l'escut de Catalunya i de Sant Jordi flanquejat per uns lleons alats; per sobre la barana decorada amb cassetons geomètrics hi ha també uns pinacles d'estil sezession.